# Saga Farmann
Le Saga Farmann est le nom donné à une réplique norvégienne d'un bateau viking appelé bateau de Klåstad (Klåstadskipet) et exposé au Musée de Slottsfjell à Tønsberg (Vestfold en Norvège). Sa réplique a été lancée à Tønsberg le 6 septembre 2018,.
L'épave du Klåstadskipet, de type knarr (navire marchand), a été découverte en 1893, mais il n'a été fouillé et préservé qu'en 1970.

## Découverte du bateau de Klåstad

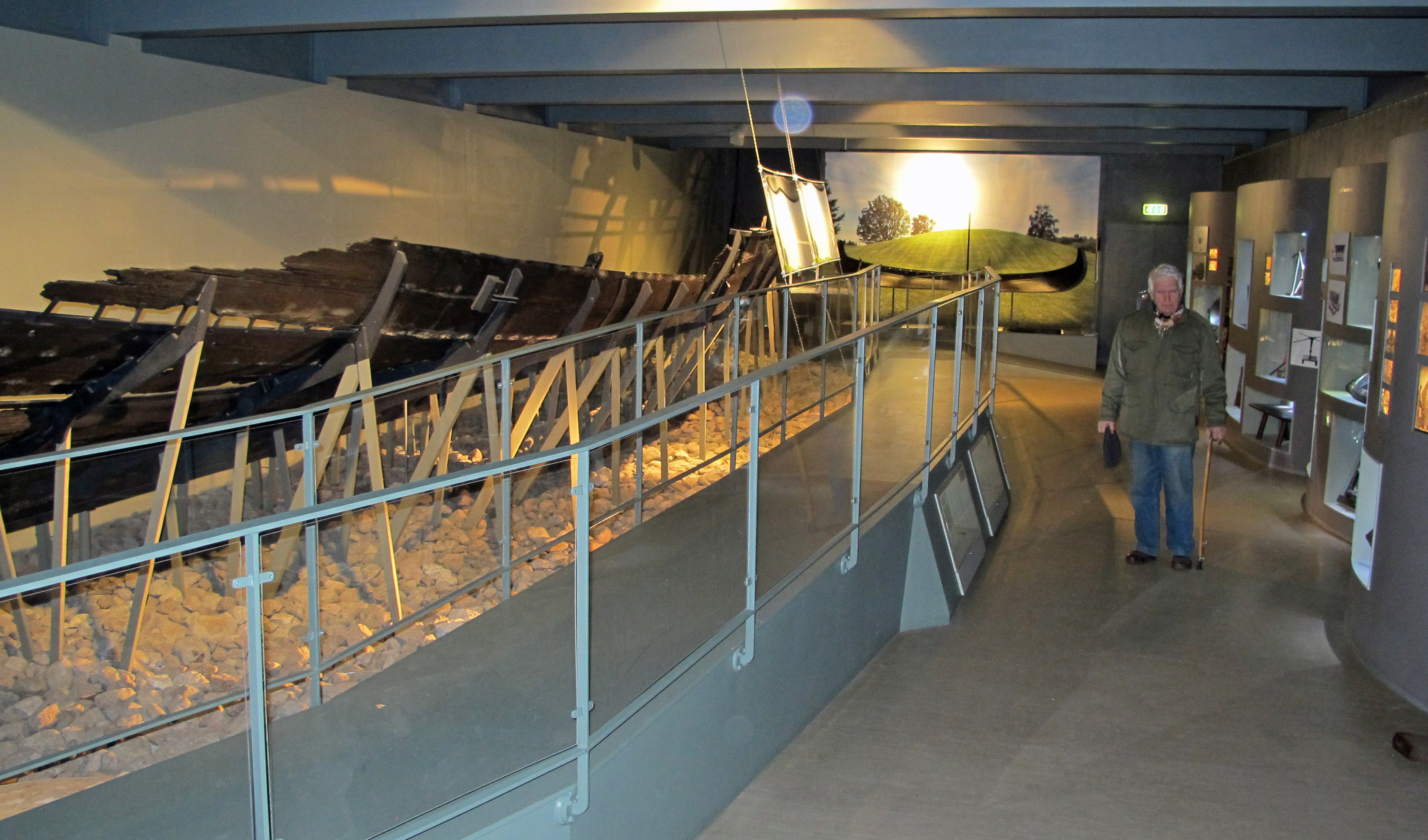
Le bateau de Klåstad.

Le bateau de Klåstad a été retrouvé dans un champ au fond du Viksfjord à Larvik, non loin de Kaupang. L'épave était connue, mais elle est restée inaperçue jusqu'en 1970, date à laquelle Arne Emil Christensen l'a exhumée et l'a donnée au musée du comté de Vestfold (aujourd'hui appelé Slottsfjellmuseet) à Tønsberg, où elle est exposée.

## Construction du Saga Farmann
Sa construction a eu lieu à Vikingodden  sur le Lindahlplan à Tønsberg. Des passionnés de la Fondation Oseberg Vikingarv (OVA) ont passé trois ans, de 2015 à 2018, à construire une réplique exacte du knarr datant d'un peu avant l'an 1000. Les constructeurs ont utilisé des outils similaires à ceux de l'ère viking. Le nom vient de Bjørn Farmann (mort en 927) qui, selon les sagas de Snorri, était un roi mineur de Tønsberg dans le Vestfold et le fils de Harald à la Belle Chevelure.

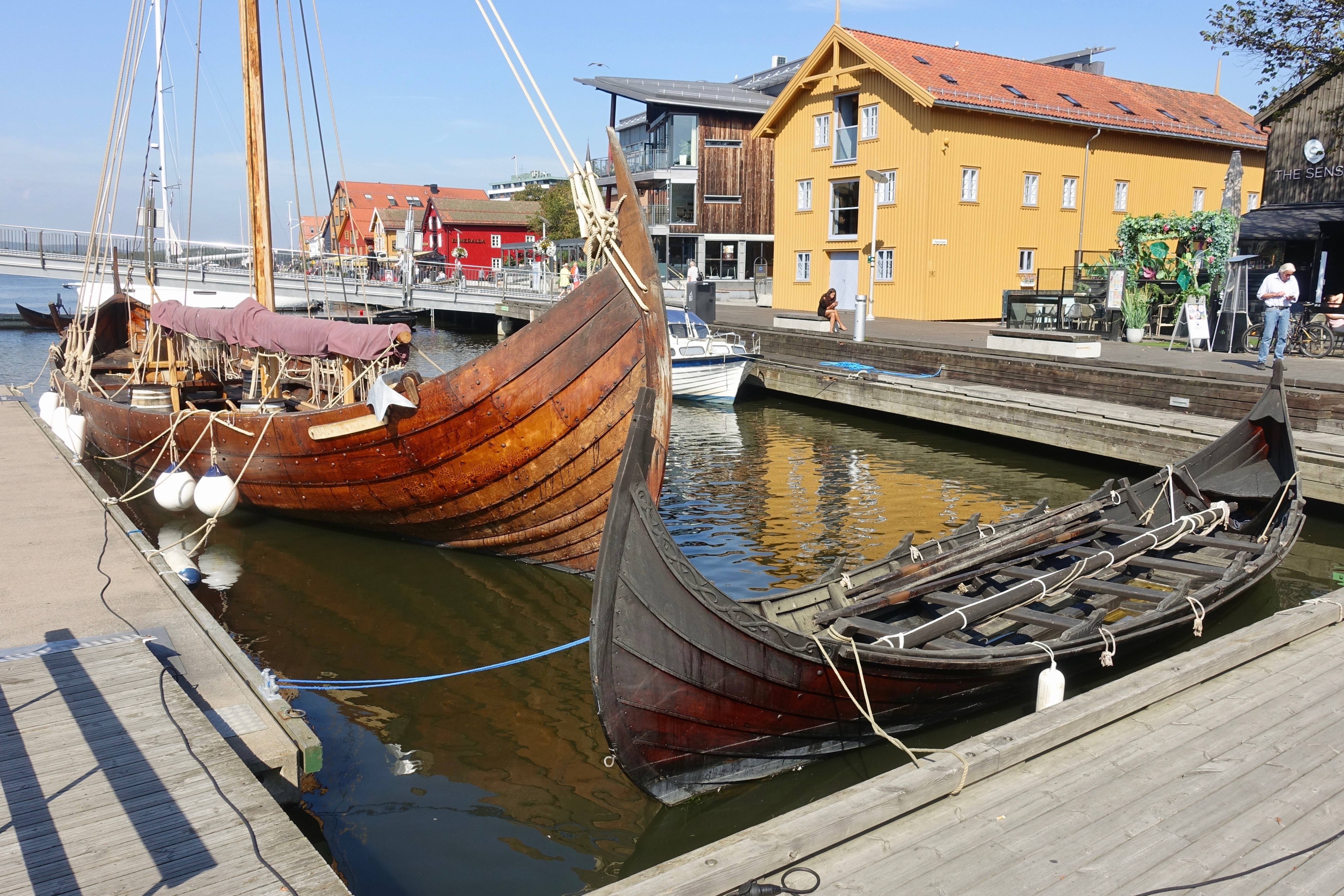

Le Saga Farmann  mesure 20,6 m  de long, comme l'original ; il est équipé d'un treuil manuel pour hisser la voile et maintenir les rames. À l'été 2019, un moteur électrique à batterie a également été installé pour la propulsion par vent de face et en eaux peu profondes. L'électricité est produite par un générateur sur le pont. Sous le pont se trouve la ligne de transmission électrique reliant les hélices sous la coque. Le moteur électrique peut être commandé depuis quatre postes, deux à l'avant et deux à l'arrière. La vitesse de croisière est de six à sept nœuds.
La New Oseberg Ship Foundation (SNOS) a lancé Saga Oseberg, une réplique similaire du bateau d'Oseberg en 2012.

## Expédition
Le voyage inaugural a quitté Tønsberg le 13 juillet 2019, remontant le canal du Telemark jusqu'à Kviteseid. Le voyage s'est poursuivi jusqu'au festival des bateaux en bois de Risør. 
À l'été 2022, le Saga Farmann a navigué jusqu'à l'anniversaire de l'Assemblée nationale à Haugesund et Stavanger. 
Le 29 avril 2023, un voyage vers Miklagard (aujourd'hui Istanbul en Turquie) a commencé par les rivières et canaux d'Europe centrale. Le navire a d'abord été escorté sur une courte distance par le Saga Oseberg. La première étape était Lübeck en Allemagne. De là, l'expédition a continué sur les canaux et le Rhin, plus loin sur le canal Main-Danube, puis sur environ 2 400 km sur le Danube jusqu'à la mer Noire . Le navire est arrivé à Istanbul le 5 août. Le navire est devenu une attraction et a été exposé au musée Rahmi M. Koç pendant trois mois, puis a hiverné dans la ville. 
En 2024, l'expédition a continué vers Rome. Des équipages de nombreuses régions du monde participent à cette expédition majeure. Le navire devrait rentrer en Norvège en 2026. Il passe par Marseille, Paris, Le Havre et Londres.